# Le Trappeur
Pour plus de détails, voir Fiche technique et Distribution.
Le Trappeur (Следопыт) est un film soviétique réalisé par Pavel Lioubimov, sorti en 1987. C'est une adaptation du roman Le Lac Ontario  publié en 1840, troisième tome des Histoires de Bas-de-Cuir de James Fenimore Cooper.

## Fiche technique
- Titre français : Le Trappeur[2]
- Titre original : Следопыт, Sledopyt[3]
- Photographie : Anatoli Grichko
- Musique : Youri Saulski
- Décors : Oleg Kramorenko
- Montage : Tamara Beliaieva